# Salinas (comune statunitense)
Salinas è il capoluogo della contea di Monterey, negli Stati Uniti, nello Stato della California. Secondo la più recente stima fatta nel 2019 riguardo alla popolazione, questa risulta essere di 155 465 abitanti e quindi in leggero calo se confrontata a quella rilevata nel 2014; ciò sarebbe da attribuirsi in gran parte all'alto costo della vita in città.
La città, in gran parte suburbana, è situata nella bocca della Salinas Valley, a circa 8 km dall'Oceano Pacifico e gode di un clima mite.
Salinas è conosciuta per essere un centro agricolo.
Vi è nato lo scrittore Premio Nobel John Steinbeck.